# Исполнение под фонограмму
Исполнение под фонограмму — техника исполнения музыкальных произведений, когда звук записывается отдельно (фонограмма), а исполнитель (певец, актер мюзиклов) на сцене подстраивается под ритм этой фонограммы («открывает рот» в микрофон).
В музыке различают «минус-фонограмму» (сленг. «минусовка») — запись только аккомпанемента, и «плюс-фонограмму» (сленг. «фанера») — запись аккомпанемента с голосом вокалиста.

## Применение
- Нередко используется в музыкальном театре и кино, когда поёт не тот артист, который играет роль (см. закадровый исполнитель). Сохранилось (и опубликовано как дополнительный материал) оригинальное исполнение Одри Хэпбёрн в фильме «Моя прекрасная леди» (1964) — закадровым исполнителем была Марни Никсон с более широким, чем у Одри, диапазоном.
- В видеоклипах и кино, даже если певец и актёр — одно и то же лицо, проще сделать студийную запись звука хорошим микрофоном в контролируемой акустике помещения, а на экране лишь сымитировать пение.
- Голос серьёзно обработан (автотюном, нелинейным монтажом и т. д.) и вживую такое исполнить невозможно — например, «Believe» в исполнении Шер даже не скрывала нереальное звучание, сделанное неумеренным автотюном.
- Фонограммы также используются певцами на сборных концертах и телепередачах (Top of the Pops, Музыкальный ринг, Голубой огонёк), где нет времени или возможности настраивать оборудование. Кроме того, в студии может быть шумно, или просто аппаратура недостаточного качества. Случались случаи протеста против такой фонограммы: музыканты ели что-то на камеру (The Mamas and The Papas на шоу Эда Салливана, 24 сентября 1967[1]), или менялись ролями (певец за барабанную установку и т. д.).
- Чтобы одновременно петь и танцевать, нужны хорошо тренированные лёгкие, и не каждый певец это может — и здесь популяризатором «фанеры» стал Майкл Джексон, который сумел в 1983 году под песню Billie Jean сделать шоу, сравнимое с видеоклипом.
- Иногда певцы включают фонограмму на сложных треках, требующих взять высокую или низкую ноту, или на припевах.
- Фонограмма используется и на карнавалах, когда невозможно уместить всё оборудование на тележку.

Также иногда вместе со звучащей плюсовой фонограммой у исполнителя может включаться его микрофон, чтобы он в проигрыше песни разговаривал со зрителями, создавая иллюзию живого исполнения.

## Запреты исполнения под фонограмму
«За песни под фонограмму надо платить ксерокопиями денег».
Использование фонограммы музыкальными артистами часто становилось предметом критики и попыток запрета. Противники исполнения под фонограмму настаивают на том, что зритель, платящий за билет, имеет право слушать реальное исполнение произведений артистом.
В Туркменистане использование фонограммы голоса в выступлениях запрещено с августа 2005 года.
В январе 2007 года Московской городской думой по инициативе депутатов Владимира Платонова и Андрея Ковалёва был рассмотрен законопроект об обязательном информировании посетителей концертов в случае, если певцы используют фонограмму голоса.